# Kelemen második levele
Kelemen második levele egy ókeresztény apokrif irat, amelyet egy ismeretlen szerző írt ógörögül, feltehetően 120-140 körül. Az Apostoli Atyák gyűjtemény része.
Egy ideig a kopt ortodox egyház   és a keleti ortodox egyház kanonikusnak tekintette. Kelemen első és második levele (amelyek különböző szerzőjűek) szerepelt néhány Bibliában, például az Alexandriai kódexben és a Jeruzsálemi kódexben, de a mai legtöbb keresztény irányzat Újszövetségében már nincsenek benne.

## Szerzőség
A levélről hagyományosan azt hitték, hogy római Kelemen püspök valamikor az 1. század végén írta a korinthoszi egyháznak. Az, hogy neki tulajdonították, valószínűleg ahhoz köthető, hogy a szöveget Kelemen első levélével együtt örökítették át egy kéziratban.
Azonban már Euszebiosz azt mondta, hogy Kelemennek csak egy elismert levele volt (nevezetesen Kelemen első levele). Kétségeit fejezte ki e második levél hitelességével kapcsolatban. Hasonló kételyeket fogalmazott meg Jeromos is az 5. században. A mai tudósok úgy vélik, hogy e levél egy ismeretlen szerző munkája, amelyet i.sz. 120–140 körül írt. Ennek ellenére még mindig általában a „Kelemen második levele” nevén emlegetik a művet.

## Tartalma
Ahelyett, hogy megpróbálna másokat keresztény hitre téríteni, a levél úgy tűnik, hogy a „pogányság”ból megtért keresztények csoportjának szól, amely főleg az önuralomról, a bűnbánatról és az ítéletről szóló írás.
Úgy tűnik, hogy a levél szerzője hozzáfért a keresztény írásokhoz vagy a szájhagyományhoz, azokhoz is, amelyek az Újszövetségen kívül találhatók. Több Jézusnak tulajdonított mondás is megtalálható az írásban. Például:
„Ezért, ha ezeket cselekszitek, az Úr így szól: "Bár összegyűltök velem az én kebelemben, ha nem teljesítitek parancsaimat, elvetlek benneteket, és azt mondom nektek: Távozzatok tőlem, nem tudom, honnan valók vagytok, ti gonosztevők." (2Kel 4,5) 
Jézus olyan mondását is idézi, amely részben megtalálható az Újszövetségben, ("Legyetek olyanok, mint a bárányok a farkasok között"), de a levélben írt változat lényegesen hosszabb.